# Ernst Öpik

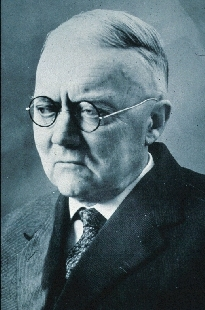
Ernst Julius Öpik

Ernst Julius Öpik (* 10. Oktoberjul. / 22. Oktober 1893greg. in Kunda, Gouvernement Estland; † 10. September 1985 in Bangor, Nordirland) war ein aus Estland stammender Astronom.

## Leben und Wirken
Öpik besuchte das Gymnasium im damals russischen Reval (heute: Tallinn) und studierte dann an der Kaiserlichen Universität Moskau. 1916 wurde er Direktor der astronomischen Abteilung in Taschkent (Usbekistan). Von 1921 bis 1944 arbeitete er am Observatorium in Tartu (Estland), 1930 bis 1934 unterbrochen von einem Aufenthalt am Harvard College Observatory. Als ehemaliger Freiwilliger der Russischen Weißen Armee floh er in einem Pferdewagen vor den anrückenden Kommunisten.
Öpik war 1946 Mitbegründer der Baltischen Universität in Pinneberg und wurde deren erster Rektor. 1948 ging er nach Armagh (Nordirland), wo er bis 1981 am Armagh Observatory tätig und einige Zeit auch geschäftsführender Direktor war. Von 1950 bis 1981 wirkte er auch als Herausgeber des Irish Astronomical Journal. Seit 1956 teilte er seine Zeit in Armagh mit einer Gastprofessur an der University of Maryland, College Park. 1975 erhielt er die Goldmedaille der Royal Astronomical Society und 1976 die Bruce Medal. Der 1977 entdeckte Asteroid (2099) Öpik ist nach ihm benannt. Er war Gründungsmitglied der Estnischen Akademie der Wissenschaften (1938) und Mitglied der National Academy of Sciences (1975), deren J. Lawrence Smith Medal er 1960 erhalten hatte, sowie der American Academy of Arts and Sciences (1977).
Öpiks Hauptforschungsgebiet waren Kleinkörper des Sonnensystems wie Asteroiden, Kometen und Meteore. Aber auch über Planeten-Atmosphären, den inneren Aufbau und die Entwicklung von Sternen und andere astronomische Themen gewann er schon früh wichtige theoretische Einsichten, die oft erst Jahrzehnte später allgemein anerkannt wurden.
Einige bedeutende Arbeiten:
- 1915 berechnete er erstmals die Dichte eines Weißen Zwergsterns.
- 1922 sagte er die Krater des Mars voraus.
- 1922 führte er die erste korrekte Abstandsbestimmung eines außergalaktischen Objekts (des Andromedanebels) durch.
- 1932 stellte er eine Theorie über die Herkunft der Kometen auf, in der er die Oortsche Wolke vorwegnahm.
- 1938 entwickelte er ein theoretisches Modell der Zwergsterne, aus dem er ihre Umwandlung in Riesensterne ableitete.
- 1952 stellte er eine neue Theorie der Eiszeiten auf.
- 1955 formulierte er eine Theorie zur Entstehung des Mondes, wonach der Vorläufer des Mondes aus der Materie entstanden ist, die von einer heißen Proto-Erde abdampfte.

Ernst Öpiks Enkel Lembit Öpik ist ein britischer Politiker. Sein Bruder war der Paläontologe Armin Alexander Öpik (1898–1983).